# Stella Blómkvist (Fernsehserie)
Stella Blómkvist ist eine isländische Krimiserie, die auf der gleichnamigen Romanreihe basiert. Die Serie wurde erstmals 2017 ausgestrahlt.

## Inhalt
Die Serie folgt der unkonventionellen, scharfsinnigen und moralisch ambivalenten Anwältin Stella Blómkvist, die in Reykjavík als Strafverteidigerin arbeitet. Ihre Fälle führen sie immer wieder in die düstere Unterwelt Islands, mit Korruption, politischen Intrigen und Machtspielen, die bis in höchste Kreise reichen.

## Produktion
Die Serie wurde von Sagafilm produziert. Regie führten Óskar Thór Axelsson (Staffel 1) und verschiedene andere Regisseure in späteren Folgen. Die Serie besteht aus zwei Staffeln und umfasst 12 Episoden. Die erste Staffel wurde am 24. November 2017 und die Zweite am 30. September 2021 auf Síminn veröffentlicht.